# 슈퍼히어로 (2008년 영화)
슈퍼히어로(Superhero Movie)는 2008년 공개된 미국의 코미디 영화이다.
제작은 2007년 9월 17일 로스앤젤레스에서 시작되었다. 2008년 3월 28일 미국에서 개봉되어 비평가들로부터 전반적으로 부정적인 평가를 받았다.

## 줄거리
평범한 고등학생 릭 라이커는 학교에서 인기가 없고, 짝사랑하는 질 존슨은 학교 불량 학생인 랜스 랜더스와 사귀고 있다. 어느 날, 릭은 랜스의 삼촌이 운영하는 동물 연구소 견학에서 실수로 동물 유인액을 뒤집어쓰고 방사능에 노출된 잠자리에 물린다. 한편, 랜스의 삼촌인 루 랜더스는 불치병을 치료하기 위해 기계를 만들지만, 그 부작용으로 다른 사람의 생명 에너지를 흡수해야 건강을 유지하게 되고, 악당 아워글래스가 된다. 잠자리에게 물린 후 릭은 초능력을 얻게 되고, 그는 삼촌과 친구 트레이에게 이 사실을 알린다. 이후 릭은 은행 강도를 막지 못해 삼촌이 다치는 사건을 겪고, 엑스맨처럼 돌연변이 학교를 소개받고 슈퍼히어로 복장을 만들고 '드래곤플라이'로 활동하기 시작한다.
드래곤플라이는 도시를 지키고 범죄와 싸우며 유명해지지만, 날지 못한다는 약점을 가지고 있다. 그는 아워글래스의 악당 계획을 막으려 하지만 실패하고, 질을 공격하는 도둑들로부터 질을 구해주며 키스를 한다. 아워글래스는 불멸이 되기 위해 더 많은 생명 에너지를 흡수할 계획을 세우고, 릭의 가족과 질과 저녁 식사 자리에서 릭이 드래곤플라이라는 것을 눈치챈다. 그 후 아워글래스는 릭의 이모를 살해하고, 삼촌이 혼수상태에서 깨어나 이모의 죽음을 알게 된다. 릭은 질을 보호하기 위해 그녀와 거리를 두지만, 아워글래스가 대규모 살인을 계획한다는 것을 알고 그를 막기로 결심한다.
아워글래스는 시상식에서 릭에게 달라이 라마가 아워글래스라고 속여 혼란을 야기하고, 질은 루 랜더스가 아워글래스라는 것을 알게 된다. 드래곤플라이와 아워글래스는 옥상에서 싸우고 아워글래스의 기계를 파괴하는 데 성공하지만, 폭발로 질이 떨어지게 된다. 드래곤플라이는 그녀를 구하기 위해 날개를 얻어 날아오르고, 질은 릭이 드래곤플라이라는 것을 알게 되어 둘은 연인이 된다. 도시를 구한 후 릭은 질과 함께 날아오르지만 헬리콥터와 충돌하며 이야기가 끝난다.

## 출연

### 주연
- 드레이크 벨
- 사라 팩스톤
- 크리스토퍼 맥도날드
- 레슬리 닐슨

### 조연
- 케빈 하트
- 마리온 로스
- 라이언 한센
- 키스 데이빗
- 브렌트 스피너
- 로버트 조이
- 제프리 탬버
- 로버트 하이즈
- 니콜 셜리반
- 샘 코엔
- 트레이시 모건
- 레지나 홀
- 마리사 로렌
- 크레이그 비에코

## 기타
- Line PD: 데이빗 시겔
- 미술: 밥 지엠비키
- 의상: 캐롤 람세이
- 배역: 베누스 카나니
- 배역: 마리 베뉴

## 같이 보기
- 패러디 영화